# Estat Lliure de Saxònia-Gotha
L'Estat Lliure de Saxònia-Gotha (Freistaat Sachsen-Gotha) o República de Gotha (Republik Gotha) fou un dels estats territorials que van constituir l'anomenada República de Weimar. Va sorgir de l'antic Ducat de Saxònia-Coburg i Gotha al final de la Primera Guerra Mundial. Va existir de novembre 1918 fins a la seva unió a l'Estat de Turíngia l'1 de maig de 1920.

## Història
Amb l'abdicació del duc regnant, Carles Eduard, el 14 de novembre de 1918, el Ducat de Saxònia-Coburg i Gotha es va extingir després de la Revolució de novembre. El Ducat es va dividir en dos Estats Lliures: Gotha al nord, de l'antic Ducat de Saxònia-Gotha, i Coburg al sud, de l'antic Ducat de Saxònia-Coburg. Ambdós estats van mantenir les seves dietes pròpies i ministres, el qual havien heretat de la monarquia anterior.
El Comitè Executiu del Consell de Treballadors i Soldats Gotha, sota el lideratge d'Otto Geithner, es va fer càrrec de les responsabilitats del duc de Gotha. Després de la conferència de delegats dels consells d'obrers i soldats del 30 de novembre, el poder executiu va ser assumit per tres "comissaris del poble per l'estat de Gotha", que van signar el "Departament d'Estat, els representants del poble". Van ser Wilhelm Bock, Emil Grabow i Adolf Schauder. Quan Bock va dimitir a principis de febrer va ser reemplaçat per Albin Tenner.
El 23 de gener de 1919, van establir el 23 de febrer com a dia de les eleccions per a l'Assemblea Nacional de Gotha. La USPD va obtenir la majoria absoluta. La campanya electoral va ser eclipsada per l'ocupació de Gotha per unitats del Reichswehr del general Maercker el 18 de febrer de 1919. El desencadenant va ser una preparació militar contra la reunió de l'Assemblea Nacional de Weimar. L'ocupació va ser resposta pel moviment obrer amb una vaga general, que al seu torn va desencadenar una vaga civil. El 26 de març de 1919, els representants del poble Schauder, Grabow i Tenner van ser confirmats com a membres del govern per l'assemblea regional recentment elegida amb 10 a 8 vots.
La separació de les dues parts de l'antic ducat es va completar finalment el 12 d'abril de 1919, quan es va signar un tractat estatal sobre la gestió de l'administració comuna dels estats lliures de Coburg i Gotha.

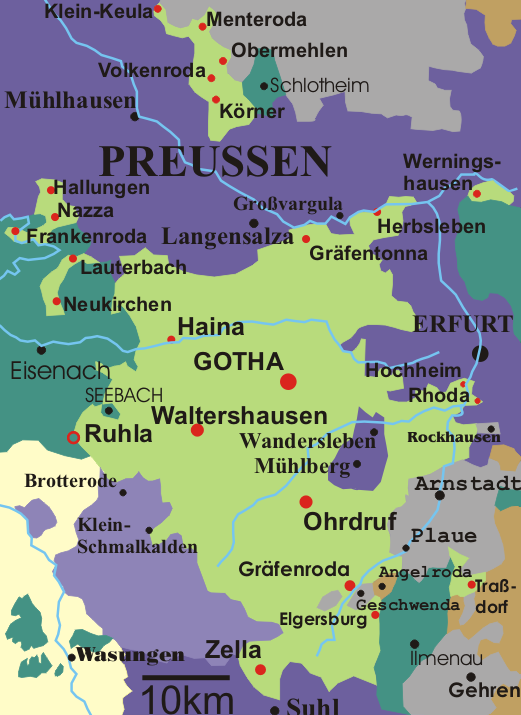
Mapa de l'Estat Lliure de Gotha

Amb motiu del Putsch de Kapp el març de 1920 a Berlín, el govern estatal liderat per la USPD a l'Estat Lliure de Gotha va demanar una vaga general. En el procés, els obrers es van armar i van assaltar la presó de Gotha, entre altres coses. En resposta, el 13 de març de 1920, una unitat Reichswehr va ser enviada d'Erfurt a Gotha. Com a conseqüència, va arribar a Gotha a enfrontaments de guerra civil amb més de 100 morts, després de la qual el 18 de març la Reichswehrverband es va retirar a Erfurt. El 20 de març, una unitat de Marburg va ser transferida a Gotha, i es van produir els assassinats de Mechterstädt, on van morir 15 treballadors al poble de Mechterstädt, prop de Gotha.
Del 26 al 31 de març, va seguir una altra vaga general. Els vuit membres dels partits burgesos de l'assemblea estatal van demanar la dimissió del govern de l'estat a causa dels esdeveniments i finalment van deixar els seus mandats per forçar noves eleccions per manca de quòrum. A mesura que l'Assemblea Nacional continuava reunint-se amb els membres de la USPD, es va presentar una queixa al ministre de l'Interior del Reich el 31 de març a causa de l'estat inconstitucional de l'oposició. Finalment va provocar la imposició de l'estat d'emergència i més tard la dissolució de l'assemblea nacional i noves eleccions.
Com que els Comissaris del Poble no estaven disposats a cooperar amb el Comissari del Reich, el 10 de maig de 1920, ell i els regidors Wilharm i Muther van establir un govern de servei públic. En les noves eleccions del 30 de maig, la USPD va perdre la majoria al parlament estatal. El 15 de juny es va formar un govern estatal burgès amb representants del poble Max Heyn (Landbund), Otto Liebetrau (DDP) i Friedrich Pfeffer (DVP)
Tanmateix, el Parlament elegit el 30 de maig es van dissoldre de nou el 7 de gener de 1921, ja que els diputats de la USPD van començar a boicotejar les reunions de l'Assemblea Nacional i fer dimitir els seus mandataris, incapacitant el Parlament. El 6 de març de 1921, unes noves eleccions van tenir lloc ara a la representació del districte. El "Gothaer Heimat Bund", una federació dels partits burgesos, va obtenir la majoria i es va presentar amb Max Heyn (Landbund), Otto Liebetrau (DDP) i Johannes Rasch (DVP) el govern de la zona fins al 30 de març de 1923.
Amb la fundació de l'estat de Turíngia l'1 de maig de 1920, l'Estat lliure de Saxònia-Gotha va deixar d'existir formalment com un estat sobirà, però va ser el govern estatal de Gothaer fins a l'elecció del govern de Turíngia el 10 de novembre de 1920, una institució important. La "llei sobre l'administració dels antics països de Turingia en el període de transició" del 9 de desembre de 1920 va convertir finalment l'Estat Lliure de Gotha en una associació municipal d'ordre superior amb representació territorial i govern territorial.